# Kalhovdfjorden
Kalhovdfjorden ist der Name eines Sees in der norwegischen Kommune Tinn in der Provinz Telemark. Der See ist Teil des Skiensvassdraget.

## Siehe auch

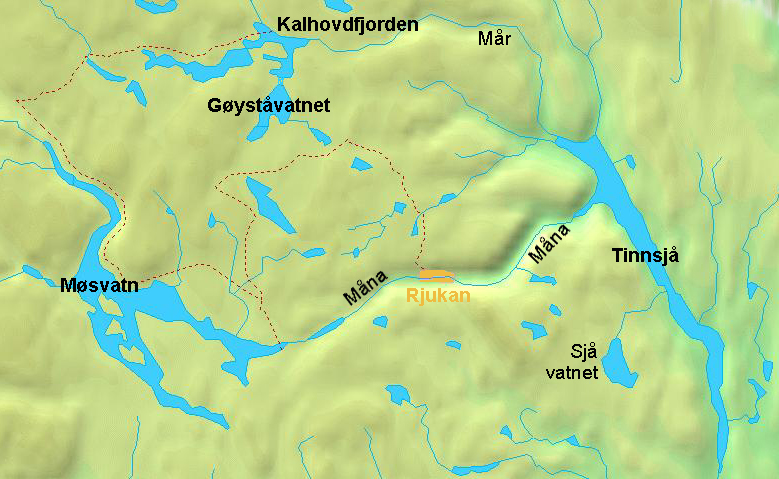
Lage des Kalhovdfjorden